# Бистричани
Бистричани (словац. Bystričany) — село, громада округу Пр'євідза, Тренчинський край. Кадастрова площа громади — 37.61 км².
Населення 1776 осіб (станом на 31 грудня 2020 року).

## Географія
Протікає річка Бистриця.

## Історія
Бистричани згадуються 1388 року.

## Населення
| Рік:            | 1994. | 2004.   | 2014.   | 2024.   |
| --------------- | ----- | ------- | ------- | ------- |
| Кількість осіб: | 1796  | 1828    | 1806    | 1739    |
| Різниця:        |       | +1,78 % | -1,20 % | -3,70 % |

| Рік:            | 2023. | 2024.   |
| --------------- | ----- | ------- |
| Кількість осіб: | 1754  | 1739    |
| Різниця:        |       | -0,85 % |